# Djed-chet-neb-iret-nes
Djed-chet-neb-iret-nes, zu Deutsch „Die irgendwas sagt, das (man) (dann sofort) für sie ausführen wird“, war ein altägyptischer Machttitel, der Königinnen vorbehalten war.
Der Titel ist erstmals in der Übergangszeit von der 2. zur 3. Dynastie unter Königin Nimaathapi, der Gemahlin von König (Pharao) Chasechemui, bezeugt. Diesen Machttitel trugen nur noch drei weitere Königinnen des Alten Reiches: Hetepheres I., Inetkaes II. und Meritites I. Er wurde nur an Hauptgemahlinnen und Königsmütter vergeben und räumte den Trägerinnen besondere Privilegien ein.